# 타이워 아워니이
타이워 마이클 아워니이(영어: Taiwo Micheal Awoniyi, 1997년 8월 12일 ~ )는 프리미어리그 클럽인 노팅엄 포리스트와 나이지리아 국가대표팀에서 스트라이커로 활약하고 있는 나이지리아의 프로 축구 선수이다.

## 구단 경력

### 초기 경력
2010년 아워니이는 런던에서 열린 코카콜라 축구 대회에서 최우수 선수로 뽑혔다. 대회에서 그의 활약은 임페리얼 사커 아카데미에 합류하도록 초대한 세이 올로핀자나에 의해 포착되었다.

### 리버풀
2015년 8월 31일, 아워니이는 약 40만 파운드의 이적료로 리버풀로 이적하였으나, 곧바로 독일의 FSV 프랑크푸르트로 임대되었다.

### 우니온 베를린
2021년 7월 20일, 아워니이는 영구적으로 우니온 베를린에 합류했다. 보도에 따르면 독일 클럽은 650만 파운드를 포워드 비용으로 지불했다. 리버풀은 이 거래에서 10%의 판매 조항을 협상했다.

### 노팅엄 포리스트
2022년 6월 25일, 아워니이는 5년 계약으로 프리미어리그의 노팅엄 포리스트로 이적했다. 포리스트의 이적료는 1,700만 파운드로 알려진 구단 기록이었다. 2022년 8월 14일, 그는 1-0으로 이긴 웨스트햄 유나이티드와의 경기에서 프리미어리그 첫 골을 기록했다. 2022년 10월 22일, 그는 1-0으로 이긴 리버풀과의 홈 경기에서 결승골을 기록했다. 시즌이 끝날 무렵, 그는 프리미어리그의 지위를 유지한 2023년 5월 20일 아스널과의 홈 경기에서 1-0으로 이긴 결승골을 포함해 4경기에서 6골을 기록했다.
2023년 8월 18일, 아워니이는 1995년 3~4월 스탠 콜라이모어 이후 6경기 연속 프리미어리그 득점을 기록한 최초의 포리스트 선수가 되었다.

## 국가대표팀 경력
아워니이는 2013년 FIFA U-17 월드컵에서 나이지리아 국가대표팀으로 출전하여 대회 기간 동안 4골을 넣으며 우승을 차지했다. 그는 또한 세네갈에서 열린 2015년 아프리카 U-20 선수권 대회에서 우승한 후 뉴질랜드에서 열린 2015년 FIFA U-20 월드컵에서 나이지리아 국가대표팀으로 출전했다.
2015년 4월 12일, 그는 잠비아와의 경기에서 나이지리아 U-23 국가대표팀 데뷔 전에서 골을 넣었고, 그의 팀은 2015년 올 아프리카 게임 본선에 진출했다.
그는 나이지리아에 의해 2016년 하계 올림픽  35인 예비 선수단에 선발되었다.
그는 2021년 말 2022년 FIFA 월드컵 예선 전에서 나이지리아 국가대표팀로 선발되어 중앙아프리카 공화국에 1-0으로 패한 경기에서 데뷔 전을 치렀다. 아워니이는 2021년 아프리카 네이션스컵에서 나이지리아 대표로 선발되어 토너먼트 내내 나이지리아 대표로 활약했다. 토너먼트 동안 그의 유일한 골은 수단과의 조별 리그 3-1 승리였다.

## 수상

### 클럽
우니온 베를린
- DFB-포칼 : 4강 (2021-22)

### 국가대표팀
나이지리아 U-17
- FIFA U-17 월드컵 : 우승 (2013)

 나이지리아 U-20
- 아프리카 U-20 네이션스컵 : 우승 (2015)